# Мамедов, Парвин Расим оглы
Парвин Расим оглы Мамедов (азерб. Pərvin Rasim oğlu Məmmədov; род. 16 февраля 1995, Баку) — азербайджанский парапауэрлифтер, выступающий в весовой категории до 49 кг, бронзовый призёр летних Паралимпийских игр 2020 и Кубка мира 2017 и 2023, обладатель Кубка мира 2019, 2020 и 2025, чемпион Европы 2018, пятикратный чемпион Азербайджана по парапауэрлифтингу. Личным тренером Мамедова является его отец Расим Мамедов.

## Биография
Парвин Мамедов родился 16 февраля 1995 года в городе Баку. Проживает в посёлке Локбатан Карадагского района. Является инвалидом третьей группы: у Мамедова врождённая карликовость.
После окончания 9 класса средней школы Мамедов подал документы в Художественное училище имени Азима Азимзаде, решив стать профессиональным художником. Он прошёл творческий этап экзамена, но провалил тестовую часть, набрав 37 баллов.
С 2014 года стал заниматься парапауэрлифтингом. Начал с подъёма 40 кг. Первым соревнованием Мамедова был чемпионат Азербайджана в городе Агсу, где он занял второе место. Впоследствии Мамедов стал заниматься бодибилдингом. В то время его кумиром являлся американский бодибилдер Ронни Коулмэн.
В 2015 году Мамедова пригласили в сборную Азербайджана по парапауэрлифтингу. В 2017 году в венгерском городе Эгер Парвин Мамедов принял участие на Кубке мира, где поднял 137 кг и завоевал бронзовую медаль. Это было первое международное соревнование Мамедова. В этом же году на чемпионате мира в Мехико Мамедов занял 8-е место, подняв 136 кг.

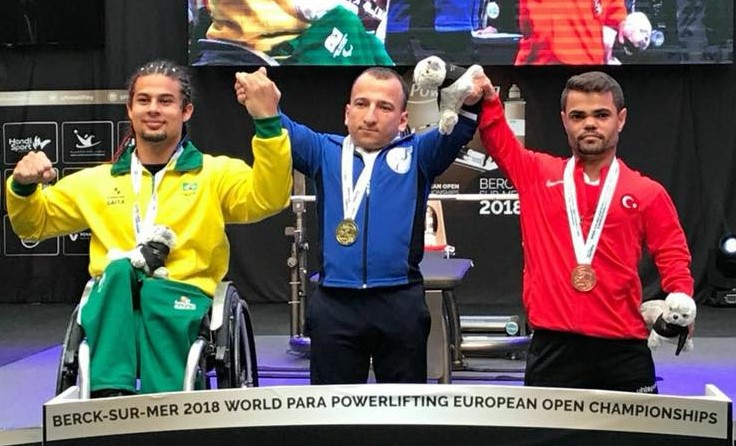
Мамедов на церемонии награждения открытого чемпионата Европы 2018 года в Берк-сюр-Мере

В 2018 году Парвин Мамедов с результатом 143 кг выиграл открытый чемпионат Европы, проходивший во французском городе Берк-сюр-Мер.
В апреле 2019 года Парвин Мамедов стал обладателем Кубка мира в Эгере, подняв 140 кг.
На чемпионате мира 2019 года в казахстанском Нур-Султане, на котором разыгрывались путёвки на Паралимпийские игры, Мамедов побил свой личный рекорд, подняв 150 кг. Мамедов поднял также 156 кг, но из-за того, что у него расстегнулся пояс, результат Мамедова не был засчитан. В итоге Мамедов занял седьмое место.
В феврале 2020 года Мамедов стал обладателем Кубка мира в Манчестере, подняв вес в 149 кг.
В мае 2021 года Мамедов стал вторым на Кубке мира в Тбилиси, подняв 149 кг. В июне 2021 года на Кубке мира в Дубае Парвин Мамедов поднял 157 кг и занял 4-е место. Этот результат помог Мамедову набрать необходимое количество рейтинговых очков, благодаря чему он завоевал лицензию на Летние Паралимпийские игры 2020 в Токио.

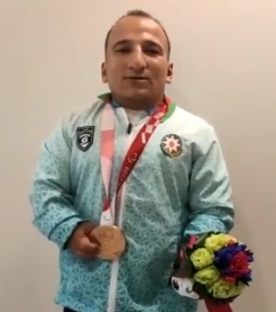
Мамедов с бронзовой медалью Паралимпийских игр 2020 в Токио

На Паралимпийских играх в Токио Мамедов в своей первой попытке поднял 148 кг и занял четвертое место. Затем он поднял 156 кг и поднялся на третье место. В третьей попытке Мамедову не удалось поднять 162 кг. Таким образом Парвин Мамедов завоевал бронзовую медаль, став первым в истории Азербайджана пауэрлифтером, взявшим награду Паралимпийских игр. Завоевание бронзовой медали Мамедов прокомментировал следующим образом:
Я очень рад. Не верится, это как сон. Очень счастлив, что смог поднять флаг страны. Очень много потрудились со своим тренером, и рад, что всё это было не зря.
Распоряжением президента Азербайджанской Республики Ильхама Алиева от 6 сентября 2021 года Парвин Мамедов за высокие достижения на XVI летних Паралимпийских играх в Токио и заслуги в развитии азербайджанского спорта был награждён орденом «За службу Отечеству III степени».
В ноябре 2021 года на чемпионате мира в Тбилиси Парвин Мамедов с результатом 146 кг зянал 6-е место.
В апреле 2023 года на лицензионном Кубке мира в Тбилиси Парвин Мамедов, выступая в весовой категории до 49 кг, занял второе место в личной категории, и третье — в общей. В командных же соревнований на этом турнире азербайджанский коллектив, в составе которого помимо Мамедова были также Захра Дадашова и Джейхун Махмудов, сумел завоевать серебро.
В мае 2025 года на Кубке мира в Тбилиси в весовой категории до 49 кг, завоевал золотую медаль в сумме троеборья, показав результат 425 кг, и серебряную медаль, подняв в своей лучшей попытке 145 кг.

## Личная жизнь
Парвин Мамедов с 2010 года занимается рисованием. Некоторые из своих работ он даже выставлял на продажу. Самым дорогим портретом, который продал Мамедов, является портрет, нарисованный на деревянных нардах.